# Fish (chanteur)
 (décembre 2022).
Si vous disposez d'ouvrages ou d'articles de référence ou si vous connaissez des sites web de qualité traitant du thème abordé ici, merci de compléter l'article en donnant les références utiles à sa vérifiabilité et en les liant à la section « Notes et références ».
Pour les articles homonymes, voir Fish et Dick.
Fish, de son vrai nom William Derek Dick, né le 25 avril 1958 à Dalkeith en Écosse, est un chanteur, auteur-compositeur-interprète de rock néo-progressif, figure charismatique du groupe britannique Marillion à ses heures de gloire créatrice originelle, de 1979 à 1988. Très inspiré et inventif, il poursuit aujourd'hui une carrière musicale solo diversifiée.
Au succès mondial succèdent ainsi un investissement et une activité plus discrètes, appréciées en Europe et au Royaume-Uni. Souvent comparé à Peter Gabriel, Fish est un interprète aux possibilités vocales aussi variées qu'exceptionnelles. Il a collaboré avec de nombreux artistes tel Tony Banks ou encore Arjen Lucassen. L'homme s'est également essayé au cinéma en tournant dans de petites productions.

## Biographie

### Les débuts
Issu d'une famille de garagistes, William Derek Dick grandit dans le petit village écossais de Dalkeith, petite ville au sud-est d'Édimbourg. Dès l'âge de 12 ans, il s'intéresse à la musique et notamment à des groupes comme Genesis, Van der Graaf Generator et Pink Floyd. N'arrivant pas à jouer d'un instrument, il commence à chanter. Un concert en 1974 du groupe Yes le fascine et l'incite encore plus à devenir chanteur.
À 18 ans, il poursuit des études forestières, d'où sa réputation d'être un ancien bûcheron.
Vers 20 ans, un de ses amis lui propose une audition pour chanter dans son groupe Not Quite Red Fox. Fish n'est pas retenu, en raison de son manque d'expérience, de présence sur scène et de charisme. Dépité, il passe une autre audition pour le groupe Blewitt. Enfin retenu après son audition, Fish fait ses débuts officiels sur scène, en mai 1980, au pub The Golden Lion de Galashiels, ivre mort tant il a bu pour combattre son angoisse.
Le groupe ne le vire cependant pas et, petit à petit, il prend de l'assurance et se découvre un charisme certain qui deviendra légendaire.
Le guitariste du groupe l'encourage à quitter ses études et son Écosse natale pour aller tenter sa chance à Londres. Parcourant toutes les petites annonces musicales, il contacte tout groupe recherchant un chanteur. Il fait partie un temps du groupe The Stone Dome Band où il se lie d'amitié avec le bassiste, Diz Minnitt.
Les deux compères quittent rapidement le groupe pour un autre : Silmarillion qui deviendra quelques mois plus tard Marillion.

### Avec Marillion
Adopté à l'unanimité par les musiciens de Marillion, Fish fait évoluer le répertoire original du groupe, en écrivant de nouveaux textes pour les anciennes chansons.
Deux mois après son arrivée dans le groupe, le nouveau Marillion est déjà prêt.
Le premier concert a lieu au Red Lion de Bicester, le 15 mars 1981. Dès ce jour, Fish affichera un léger maquillage sur scène, ce qui accentue le côté théâtral de sa prestation.
Outre son rôle de chanteur, Fish écrit également l'intégralité des textes et participe à la composition des chansons. Son charisme jouera grandement dans l'histoire du groupe, qui accédera rapidement à la reconnaissance mondiale. 
En 1987, il se marie avec la top-modèle allemand berlinoise Tamara.
Après 4 albums avec Marillion, Fish quitte officiellement le groupe le 15 septembre 1988, car il ne s'entend plus avec les musiciens. D'une part, il est en désaccord avec eux concernant l'orientation musicale à venir sur le 5e album alors en préparation, et d'autre part les membres du groupe lui reprochent sa surmédiatisation. Il est alors remplacé par Steve Hogarth.

### Carrière solo

#### Les premiers pas (1989-1990)
Fish, après avoir quitté Marillion, quitte également l'Angleterre pour retourner dans son pays natal, l'Écosse, et s'installe dans une petite ferme. Dès février 1989, il commence à réaliser des démos en compagnie de Mickey Simmonds (ancien claviériste de Mike Oldfield), Hal Lindes (ex-Dire Straits) et Janick Gers (guitariste d'Iron Maiden) et créer également son propre label, Fishy Records Ltd, distribué par EMI.
Le 16 octobre, il sort son premier single et commence une série de concerts en Grande-Bretagne. La tournée rencontre un beau succès ; les fans se rassurent.
Le premier album sort enfin le 23 janvier 1990. Il s'intitule Vigil In A Wilderness Of Mirrors, titre qu'aurait eu le 5e album de Marillion si Fish était resté. Il engage le bassiste Robin Boult, un vieil ami de Pete Trewavas, le guitariste Frank Usher qui a joué dans le premier groupe de Fish, Blewitt, et le batteur Mark Brzezicki. Mickey Simmonds (claviers) et Hal Linds (guitare) sont également de l'aventure. Fish part ensuite, à partir de mars, pour une tournée européenne.
Le 19 février, Fish enregistre le single Sailing qui sera inclus dans l'album Rock Against Rapatriation produit par Steve Hackett au profit des boat-people, projet dans lequel on peut également retrouver Brian May, Bonnie Tyler mais aussi Marillion et Steve Hogarth.
Durant l'été, Fish attaque sa maison de disques EMI, lui reprochant de ne pas le laisser modifier son contrat comme il le voudrait, et de ne pas le soutenir suffisamment dans sa carrière solo. Les difficultés se multiplient alors, son single The Company ne sort qu'en Allemagne et l'album Vigil In A Wilderness Of Mirrors n'est pas distribué par EMI aux États-Unis.
Le 5 novembre 1990, un premier jugement est rendu dans le procès qui l'oppose à EMI : il obtient le droit de signer et d'enregistrer avec une autre maison de disques, mais il ne peut sortir de nouvel album tant que le procès ne sera pas terminé.

#### Baisse de popularité et changement radical de style (1991-1993)
L'année 1991 commence d'une meilleure façon que la précédente, puisque sa fille Tara naît le 1er janvier.
L'album Still de Tony Banks, auquel il a collaboré, est apprécié par les critiques musicaux, surtout les chansons sur lesquelles il chante (Angel Face et Another Murder Of A Day). Mais le 27 mars, Fish perd son procès contre EMI. Il est contraint de verser 300 000 livres sterling plus 2 % sur les ventes de ses quatre prochains albums au bénéfice de son ancienne maison de disques. Écœuré, Fish décide de ne pas faire appel de ce jugement et de se replonger dans l'écriture d'un nouvel album.
Pendant le mois d'avril, il réussit à décrocher un contrat pour 2 nouveaux albums avec Polydor. Le label, confiant, redouble d'efforts pour l'aider à produire son nouvel opus, si bien qu'à la fin du mois sort le premier single extrait de l'album à venir : Internal Exile/Carnival Man. Le 28 octobre sort Internal exile, son second album. Malgré une qualité moyenne et des critiques sévères, l'album atteint la 21e place dans les classements britanniques. Le style est nettement différent du précédent, et déplaît fortement à un certain nombre de fans de Fish. Ce dernier entreprend quand même une tournée dans toute l'Europe afin de promouvoir l'album. Hélas après plusieurs concerts à guichets fermés en Angleterre et en France, Fish tombe malade et ne peut plus chanter pendant presque deux mois.
Début 1992, de retour de vacances en Afrique, Fish apprend que son contrat de publication avec Hit & Run a été rompu. De plus, un de ses plus proches collaborateurs, Andy Field, vient de décéder. Très affecté, il cesse toute activité pendant deux mois.
Mars 1992 voit le retour de Fish sur scène : tout d'abord le 18 à Dalkeith, sa ville de naissance, pour un concert de charité pour les mineurs, et ensuite le 24 à l'Hammersmith Odeon de Londres, concert dont les bénéfices seront reversés à la famille d'Andy Field.
En vue de la compilation qu'EMI prépare pour célébrer les 10 ans de contrat de Marillion, Fish propose à son ancien groupe de s'associer à nouveau pour enregistrer un vieux morceau inédit, Institution Waltz, écrit en 1981. Fish propose à Marillion de participer à deux festivals d'été ensemble. Mais, contre toute attente, Marillion refuse. La compilation finit quand même par sortir et rencontre un vif succès outre-manche.
Fish repart en studio et commence à écrire un nouvel album. Mais, après une tournée en Europe dans laquelle quelques chansons du futur album furent interprétées, beaucoup de ses fans lui reprocheront de vouloir à tout prix faire un tube, en reniant le son qui l'avait rendu célèbre. La presse musicale s'empare de l'affaire et descend de nouveau le chanteur, en se disant également très choqué par l'emploi d'une strip-teaseuse sur scène lors de la chanson Lady Nina. Le single Something In The Air ne rencontrera aucun succès, du fait de l'éloignement de Fish de ses sources progressives.
Après une tournée ratée aux États-Unis, Fish décide d'engager un nouveau manager. Il s'agit de Brian Lane qui s'occupe déjà de groupes comme Yes. Ensemble ils enregistrent un nouvel album. Ce dernier s'intitulera Songs From The Mirror en référence au miroir dans lequel Fish se regardait chanter lorsqu'il était jeune. Mais cette fois-ci, le résultat est encore pire que le précédent, l'album ne convainc personne, pas même en Angleterre. Fish s'est trop éloigné du style des premiers albums, pour aller s'enfermer dans des perspectives trop pop.
Malgré tous les déboires rencontrés pendant cette année, une bonne nouvelle survient fin 1992 : l'album Vigil In A Wilderness Of Mirrors est disque d'or au Royaume-Uni.
Le 8 avril 1993, Polydor et Fish ne reconduisent pas le contrat qui les unit, le premier reprochant au deuxième de ne pas vendre assez de disques. Le chanteur fonde alors son propre label : Fishy Records. De juin à août 1993 Fish participe à différents festivals aux Pays-Bas, en Allemagne, en Suisse et en Belgique dans le but de retrouver un peu de notoriété et d'enregistrer quelques lives comme For Whom the Bells Toll et Toiling in the Reeperbahn. Cela doit lui rapporter une petite somme d'argent dans la perspective d'enregistrer un prochain album. À la fin de l'été, Fish est contraint de se séparer de son manager, Brian Lane, hélas plus prompt à s'occuper de Yes que des intérêts du chanteur écossais, qui décide alors simplement de devenir son propre manager. Fin décembre, il participe à l'enregistrement de l'album Reflections Of Inanimate Matter de Gomorrah, un petit groupe de death metal inconnu du grand public.

#### Retour sur la scène européenne et autoproduction (1994)
Début 1994, le groupe Dream Theater propose à Fish de venir chanter avec eux pour un concert spécial à Londres. Alors en réunion au MIDEM de Cannes dans le but de contacter ses distributeurs, il doit décliner l'offre du groupe de metal progressif qui contactera Steve Hogarth et Steve Rothery, respectivement chanteur et guitariste de Marillion, l'ancien groupe de Fish, "pour se venger" diront certains. Un autre problème survient lorsque le batteur Kevin Wilkinson décide de lâcher Fish. Il n'est remplacé qu'au bout d'un mois par le jeune Dave Stewart.
En mars sort le live Sushi, enregistré à Utrecht (Pays-Bas). À cette occasion, Fish décide de quitter son label Fishy Records pour en faire un autre, Dick Bros, nom que portait l'entreprise de transport de ses oncles et dont il reprend également le logo.
Le 16 mai 1994 sort Suits, un album très attendu par les fans, car si l'on excepte Songs From The Mirror qui était un album de reprises, le dernier album studio de Fish remontait à l'automne 1991. Faute d'une promotion suffisante, l'album se vend peu, et restera assez confidentiel malgré une petite tournée promotionnelle qui passe par la Pologne, l'Angleterre et Paris.
L'été 94 se révèle par contre exceptionnel : Fish participe à de nombreux festivals notamment à Bonn devant environ 225 000 personnes et même en Estonie devant plus de 100 000 personnes. Même avec Marillion, Fish n'avait jamais, ou presque, joué devant autant de personnes. Toujours durant l'été sort le live Acoustic Session.
Le single Fortunes Of War, du fait d'une promotion et d'une distribution désastreuse, se vend très mal. La tournée européenne qui suit s'avère également catastrophique : l'agent de Fish a mal planifié les dates des concerts et n'a organisé aucune promotion de la tournée, ce qui fera perdre beaucoup d'argent au chanteur.

#### Deux ans de tournées (1995-1996)
Fish débute 1995 par le ré-enregistrement de ses meilleurs titres en vue de sortir une compilation dans laquelle il souhaite résumer sa carrière. Pour faire la promotion de cette compilation qui doit sortir après l'été, il s'engage de nouveau dans une tournée. Cette-fois-ci, il voit grand : après Bergen (Norvège), il s'envole pour Singapour, Hong Kong, la Turquie et l'Afrique du Sud. 
En septembre sortent dans le commerce les compilations Yin pour les titres d'albums et Yang pour les singles, mais des problèmes récurrents de promotion et une distribution insuffisante ne permettent toujours pas des ventes correctes. 
Alors qu'une tournée en Scandinavie est abordée, le bassiste de Fish, Dave Paton, quitte le groupe, sous prétexte d'aller voir sa mère gravement malade. Fish accepte de retarder de quelques semaines la tournée avant d'apprendre que Paton est en fait parti rejoindre Elton John. La tournée est finalement annulée, au grand désarroi des fans scandinaves, en plus du premier concert de Fish en Lituanie. Dave Paton est remplacée quelques semaines plus tard par Ewan Vernal (ex-Deacon Blue).
En janvier 1996, entre deux tournées, Fish s'attaque à l'écriture d'un nouvel album intitulé Sunsets On Empire en compagnie du compositeur Steven Wilson (Porcupine Tree). Mais les différents concerts ou émissions où il est invité retardent grandement son avancement.
Fish veut désormais se faire ambassadeur de la paix. Pour ce faire, il se rend à un festival de paix à Jérusalem, qui sera annulé après un changement de régime, et participera à une étonnante tournée des forces internationales militaires en Bosnie-Herzégovine (11 concerts en 12 jours). Le 15 juin à Wembley, il est choisi pour conduire la chorale des milliers de supporters écossais qui reprennent avec lui l'hymne Flower of Scotland avant le coup d'envoi du match de l'Euro 96 Angleterre-Écosse.
L'été qui suit est pratiquement paradoxal pour Fish, car, préférant se concentrer sur son album en préparation, il ne participe pas aux festivals d'été, à part pour quelques rares concerts en Belgique, Danemark et Allemagne. En septembre, il se voit confier les rênes d'une petite émission, diffusée de 21h à 1h00, sur la station Forth FM, pendant laquelle il diffuse des chansons de son choix et interviewe de grands noms de la musique, notamment Phil Collins.

#### Retour complet aux sources progressives (1997-1999)
En mai 1997 sort son nouvel album, Sunsets on Empire. Les critiques sont unanimes sur la nouvelle œuvre de Fish : c'est un excellent album. Fish a cette fois-ci totalement renouvelé son inspiration et son approche de la musique grâce à la collaboration du talentueux Steven Wilson, qui donne à son style une puissance et une modernité exceptionnelle. 
Les ventes démarrent plutôt bien, et Fish décide de se lancer dans une incroyable tournée. En effet, 21 pays seront visitées pendant 7 mois pour pas moins de 130 concerts, ce qui permet au chanteur d'accroître sa popularité en Europe et de percer, enfin, aux États-Unis...
En février 1998, Fish est contacté par Arjen Lucassen, ce dernier l'invitant à participer à son projet, Ayreon. Fish accepte et chantera sur l'album Into The Electric Castle.
Fish signe avec l'importante maison de disques Roadrunner. Raingods With Zippos, le nouvel album, sort le 19 avril 1999. Les premières ventes Raingods With Zippos étant satisfaisantes, Roadrunner propose à Fish de sortir un best-of, accompagné d'une cassette vidéo regroupant tous ses clips. Fish accepte et Kettle Of Fish sort à l'automne.
En décembre de la même année, il termine son livre, The Masque, commencé 10 ans plus tôt, écrit avec Mark Wilkinson,. Il sera commercialisé en février 2000.

#### Les années 2000 (2000-2006)
En janvier 2000, Fish annonce son "demi-retrait" de la scène. En effet, lassé et fatigué d'effectuer des concerts aux quatre coins du monde, dans diverses salles, bien souvent trop petites, il décide désormais qu'il ne jouera maintenant que dans des salles grandes et bien équipées. Ce retrait n'est en fait qu'un prétexte, Fish veut continuer sur sa lancée, essayant d'avoir désormais un maximum de temps pour écrire un nouvel album digne de Raingods With Zippos. Si Fellini Days (2001) se révèle moyen, en revanche Field of Crows (2004), révèle le chanteur sous un jour nouveau, en offrant un album inattendu dont le charme opère à chaque écoute.
Tournant 2005, Fish décide de se lancer dans un projet inédit: réinterpréter en live, avec ses propres musiciens, l'intégralité de l'album Misplaced Childhood, qui avait amené Marillion à la gloire internationale. Le live sera finalement enregistré lors d'un concert Tilbourg (Pays-Bas), le 13 novembre 2005. Contre toute attente, l'album, intitulé Return To Childhood et sorti vers la fin de l'année, se révèlera une immense réussite.

#### 13th Star: le renouveau (2007-2009)

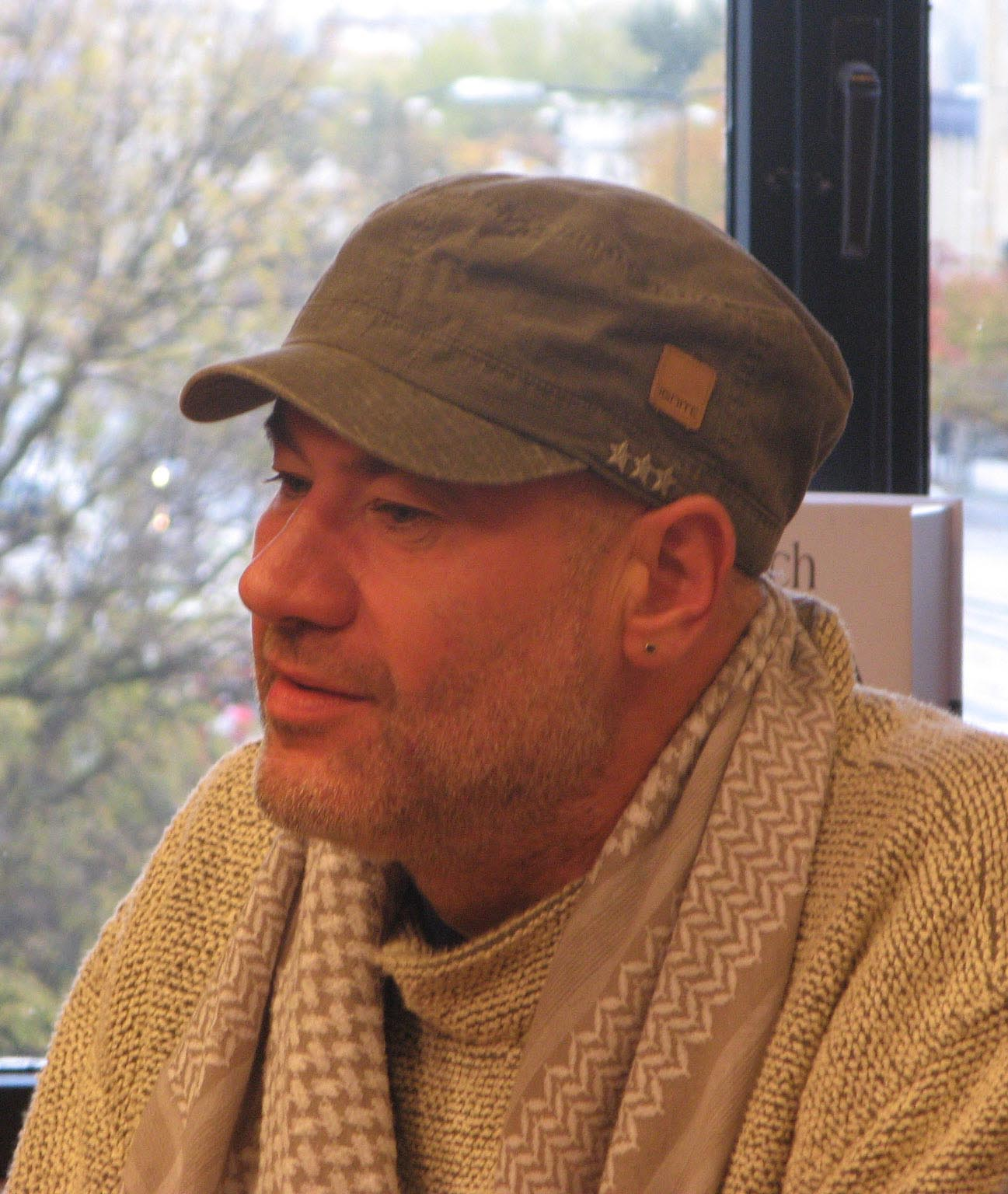
Fish en 2007

Le 26 août 2007, lors d'un festival à Aylesbury auquel Fish et Marillion participent, l'ancien line-up se reforme le temps d'un concert. C'est la première fois en vingt ans que cela se produit. Dans une entrevue avec la presse, Fish clarifie les choses en expliquant qu'il s'agit d'un événement exceptionnel qui ne conduira pas à une reformation de l'ancien Marillion. En outre, il précise que Hogarth fait un excellent travail avec le groupe.
En dehors de Return To Childhood, les années 2000 ont été plutôt moyennes pour Fish, du point de vue des albums sortis. Cette fois-ci, les deux ans passés à l'écriture et à la composition de la nouvelle œuvre, intitulée 13th Star, n'auront pas été vains. Fish a su renouveler son style sur ce monumental album, que l'on peut inscrire dans la lignée des Vigil In A Wilderness Of Mirrors et Sunsets On Empire.
En février 2007, il est sur le point de se remarier à une chanteuse londonienne, Heather Findlay. Ils se séparent finalement quelques semaines plus tard.
En mai 2008, Fish remporte le prix d'Argent pour son émission Fish On Fridays, sur la chaîne de radio anglaise Planet Rock, dans la catégorie Meilleure Émission de l'Année.
Mais en décembre 2008, il annonce qu'il cesse, pendant une période d'environ 6 mois, de chanter, pour des raisons médicales. Malgré cela, il sera présent cet été-là pour de nombreux concerts, en Angleterre, Écosse, Allemagne et aux Pays-Bas. Mai 2009 enfin, Fish se remarie encore une fois, avec sa fiancée Katherine, rencontrée quelques mois auparavant. Malheureusement au début de l'année 2010, ce nouveau mariage se termine, son épouse ne supportant pas la vie écossaise en hiver[réf. nécessaire].
En 2013, il sort un album intitulé A Feast of Consequences.
En juillet 2020 , Fish annonce la sortie pour le 25 septembre 2020 d'un nouvel album : Weltschmerz.

## Fish, poète moderne?

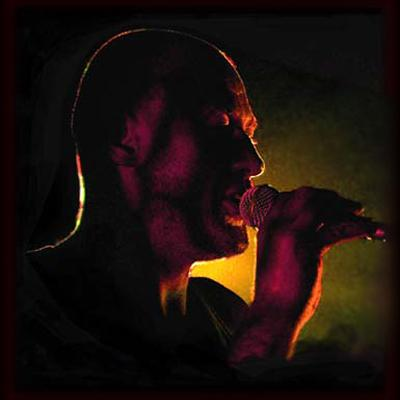
Fish en 2008

Outre ses qualités de chanteur, Fish est également reconnu pour ses textes. Il y développe bien souvent un thème bien précis, en introduisant de très nombreuses références (historiques, sociales ou mêmes mythologiques), des rimes parfois assez complexes et des dispositions sans cesse très recherchées, accentuant ainsi l'originalité et la richesse de ses chansons.
Il n'hésite pas à parfois introduire d'autres langues. Ainsi on retrouve par exemple de l'écossais (Slaìnte Mhath) de l'allemand (Manchmal), du français (Bitter Suite: "j'entends ton cœur") ou encore de l'espagnol (Miles de Besos).

## Un artiste engagé
Fish est tout d'abord un artiste engagé de par ses textes. Avec Marillion déjà, il y introduit de nombreuses critiques. On retrouvera alors une critique de la noblesse anglaise, qu'il ridiculise au passage (avec Garden Party), une contestation de la guerre en Irlande du Nord, qui s'envenime sous le mandat de Margaret Thatcher (avec Forgotten Sons, des guerres en général (Fugazi), des violences conjugales (Punch and Judy). Il s'attaquera même directement à Margaret Thatcher, avec la chanson Margaret. Enfin on retrouvera également une critique de la répression de l'Union des républiques socialistes soviétiques dans les pays du bloc communiste avec White Russian.
Sur son premier album solo, le chanteur exprime la désillusion grandissante du peuple anglais sous le régime Thatcher avec State of Mind et l'avidité des régimes capitalistes, des États-Unis et des politiciens sur Big Wedge. Les albums suivants ne manqueront pas également d'engagement avec une expression de lassitude du chanteur face à la globalisation et aux problèmes sociaux (Credo notamment).
Fish est également connu pour ses positions d'indépendantiste écossais. Il les exprime clairement à travers Internal Exile (1991), plus précisément avec la chanson éponyme de l'album. Sur Margaret de nouveau, il s'adresse au Royaume-Uni, à travers son apostrophe à Moira Anderson (Moira Anderson eat your heart out !), chanteuse écossaise que Fish estime comme une artiste "profitant du patrimoine écossais pour gagner de l'argent en Angleterre", attaquant ainsi implicitement le gouvernement.
En outre il participe à des projets d'albums à but caritatif. On le retrouvera notamment sur It's A Live-In World, pour la lutte contre l'héroïne, le projet Rock Against Repatriation, au profit des boats-people, ou encore sur le single Better World dont les fonds seront reversés à Greenpeace.
Dès le début des années 1990, Fish choisit d'entamer des tournées plutôt inédites, dans un esprit de pacifisme. Il se rendra au festival de paix de Jérusalem (finalement annulé), ou encore dans les Balkans, et plus précisément en Bosnie-Herzégovine, en compagnie des forces militaires de l'OTAN.

## Fish face à la presse

### Le « clone » de Peter Gabriel (1983-1984)
Dès les premiers morceaux de Marillion, Fish fut très vite désigné par la presse musicale britannique comme n'étant qu'un « clone » de Peter Gabriel, et Marillion une « pâle copie » de Genesis, groupe phare de la scène progressive à l'époque.
Les deux chanteurs ont en effet un timbre de voix parfois très proche. De plus, Fish, inconditionnel de Gabriel, se maquille comme lui sur scène. Ces troublantes ressemblances ont donc très vite été repérées et utilisées par la presse de l'époque. Enfin, par certains aspects, la musique de Marillion à ses débuts, était grandement influencée par celle de Genesis, ce qui conforta encore la presse dans ses dires.
Cependant, le groupe ne souffrit pas tellement de ces critiques, Peter Gabriel lui-même ayant déclaré, après la sortie du premier album, qu'il soutenait et félicitait le groupe pour son travail. À partir de 1984, le groupe commençant à se forger un propre univers musical, en s'éloignant donc de Genesis, les critiques de la presse se mutèrent progressivement en éloges, notamment avec l'album Misplaced Childhood en 1985, considéré comme un chef-d'œuvre.

### La rupture avec Marillion (1988-1993)
En 1988, lorsque Fish annonça son départ de Marillion, la presse anglaise commença à faire circuler des rumeurs selon lesquelles le chanteur aurait été remercié par les autres membres du groupe pour des problèmes d'alcool et de drogue. Fish devra finalement être contraint d'expliquer son départ, afin d'empêcher les journalistes de divulguer de fausses informations.
Cependant, pendant les années 1991-1993, lorsque Marillion et Fish seront en conflit, pour diverses histoires financières, la presse s'empara de nouveau de l'affaire, en discréditant les deux parties.

## Style et influences
Le style de musique de Fish se cantonne surtout au rock néo-progressif, courant qu'il a d'ailleurs initié, en compagnie de Marillion au début des années 1980. Il officiera parfois dans un registre plus pop (Songs from the Mirror en 1993), ou plus progressif (Sunsets on Empire en 1997). Enfin, très attaché à ses racines écossaises, on retrouve parfois des éléments celtiques dans quelques-unes de ses compositions (Vigil sur Vigil in a Wilderness of Mirrors en 1989 par exemple).
Ses influences sont assez variées. S'il reconnaît être grandement influencé par Genesis et Peter Gabriel, il apprécie également d'autres grands noms du rock progressif tels que Yes, Van der Graaf Generator ou Pink Floyd. En outre, il reste un grand amateur de rock, avec des groupes comme U2.

## L'origine de son surnom
Diverses interprétations ont circulé à propos du surnom de Fish. Lors d'une interview avant un concert aux Pays-Bas en 1984, ce dernier donna l'explication de son surnom, signifiant "poisson" en anglais :
Lorsque j'étais jeune étudiant, je logeais dans un petit appartement à Édimbourg. La salle de bain de l'immeuble était payante. Je suis écossais, dépenser mon argent, je n'aime pas ! Je restais donc dans la salle de bain pendant des heures, avec mes livres et parfois de la nourriture. C'est pourquoi mes amis me surnommèrent "Fish".

## Discographie complète

### Discographie avecMarillion
Albums studio
Albums live
Compilations
Singles
- 1982: Market Square Heroes
- 1983: He Knows You Know
- 1983: Garden Party
- 1984: Punch & Judy
- 1984: Assassing
- 1985: Kayleigh
- 1985: Lavender
- 1985: Heart Of Lothian
- 1986: Lady Nina
- 1986: Garden Party (live)
- 1987: Incommunicado
- 1987: Sugar Mice
- 1987: Warm Wet Circles
- 1988: Freaks (live)

### Discographie solo
Albums studio
Albums live
- 1993: Pigpen's Birthday
- 1993: Derek Dick and his Amazing Electric Bear
- 1993: Uncle Fish and the Crypt Creepers
- 1993: For Whom the Bells Toll
- 1993: Toiling in the Reeperbahn
- 1994: Sushi
- 1996: Fish Head Curry
- 1996: Krakow
- 1998: Tales from the Big Bus
- 1999: The Complete BBC Sessions
- 2000: Candlelight in Fog
- 2000: Toiling in the Reeperbahn - Grosse Freiheit, Hambourg 23/6/92
- 2001: Sashimi
- 2002: Fellini Nights
- 2002: Mixed Company
- 2005: Scattering Crows
- 2006: Return to Childhood
- 2007: Communion
- 2012: Gone Fishing - Leamington SPA Convention 2012 (2 cd + 1 DVD)

Compilations
Singles
- 1989: State of Mind
- 1989: Big Wedge
- 1990: A Gentleman's Excuse Me
- 1990: The Company (sortie uniquement en Allemagne)
- 1991: Internal Exile
- 1991: Credo
- 1992: Never Mind The Bullocks
- 1994: Lady Let It Lie
- 1994: Fortunes of War
- 1995: Just Good Friends
- 1997: Brother 52
- 1997: Change of Heart
- 1999: Incomplete
- 2008: Arc of the Curve

### Collaborations avec d'autres artistes
- 1986 - Shortcut To Somewhere (single) de Tony Banks sur l'album Soundtracks[25].
- 1986 - It's A Live-In World - Album pour la lutte contre l'héroïne[25].
- 1986 - Spirit Of The Forest (single) de Gentlemen Without Weapons[25].
- 1990 - Sailing (single) de Rock Against Repatriation, projet de Steve Hackett au profit des boats-people[25].
- 1990 - Say It With Pride pour l'équipe de football écossaise pour la Coupe du monde 1990[25].
- 1991 - Still (album) de Tony Banks[25]. Sur Angel Face et Another Murder of a Day.
- 1992 - Spartacus (double-album) de Jeff Wayne[25].
- 1993 - Better World (single) au profit de Greenpeace[25].
- 1995 - Reflections Of Inanimate Matter (album) du groupe Gomorrah[25].
- 1998 - Scotland By Our Side de Scotia Nostra[25].
- 1998 - Into The Electric Castle (double-album) du groupe Ayreon[25].
- 2000 - T42 with friends - This Big Wonderful Night (album live) du groupe T42[25].
- 2003 - A Tribute To Frankie Miller (album), hommage au chanteur écossais Frankie Miller[25].

## Vidéographie
Avec Marillion
- 1983: The Recital of the Script
- 1984: Grendel/The Web
- 1986: 1982-86 The Videos
- 1987: Incommunicado/Sugar Mice
- 1987: Live at Lorelei
- 1992: A Singles Collection
- 2002: EMI Singles Collection

En solo
- 1993: Songs for the Company
- 1996: Krakow Live in Concert - Electric Set
- 1996: Krakow Live in Concert - Acoustic Set
- 1998: Kettle of Fish
- 1999: Duisburg - 10 Years Solo Anniversary
- 1999: Sunsets On Empire - Live in Przemysl
- 2000: SAS Band - The Show
- 2003:  Fool's Company
- 2005: Live In Krakow Acoustic
- 2005: Live In Krakow Electric
- 2005: Scattering Crows
- 2006: Return to Childhood

## Filmographie
Depuis 1990, Fish, en plus de sa carrière musicale, a également joué dans quelques films et quelques séries:
Apparitions dans des films
- 1994: Chasing The Deer de Graham Holloway. Film historique sur la révolte des Jacobites au XVIIIe siècle dans lequel Fish tient un petit rôle.
- 2002: 9 Dead Gay Guys de Lab Ky Mo. Film dans lequel Fish joue le rôle d'un homosexuel assez spécial. Ce film fera scandale lors de sa projection au Festival de Cannes en 2002, mais il remportera néanmoins quelques prix.
- 2003: The Jacket de John Maybury. Film où Fish tient un petit rôle.

Apparitions dans des séries TV
- 1990: Zorro
- 1991: Jute City
- 1998: The Bill
- 1998: The Young Person's Guide to Becoming A Rock Star. Diffusé en France sous le nom de Comment devenir une rock star.
- 2000: Inspector Rebus.
- 2000: Taggart.